# Team dsm-firmenich PostNL (kobiecy)
Team dsm-firmenich PostNL (Kod UCI: DSM) – holenderska profesjonalna kobieca grupa kolarska powstała w 2011 roku pod nazwą Skil-Argos. W 2017 roku drużyna wywalczyła mistrzostwo świata w jeździe drużynowej na czas.

## Nazwa grupy w poszczególnych latach
| lata      | nazwa                     |
| --------- | ------------------------- |
| 2011      | Skil-Argos                |
| 2012      | Skil Koga                 |
| 2012      | Skil 1t4i                 |
| 2013      | Team Skil-Argos           |
| 2014      | Team Argos-Shimano        |
| 2014      | Team Giant-Shimano        |
| 2015–2016 | Team Liv-Plantur          |
| 2017–2020 | Team Sunweb               |
| 2021–2023 | Team DSM                  |
| 2023      | Team dsm-firmenich        |
| od 2024   | Team dsm-firmenich PostNL |

## Obecny skład (2024)
| Skład drużyny 2024                 | Skład drużyny 2024 | Skład drużyny 2024 | Skład drużyny 2024                     |
| Imię i nazwisko                    | Data urodzenia     | Państwo            | Poprzednia grupa                       |
| ---------------------------------- | ------------------ | ------------------ | -------------------------------------- |
| Francesca Barale                   | 29 kwietnia 2003   | Włochy             | VO2 Team Pink (2021)                   |
| Rachele Barbieri                   | 21 lutego 1997     | Włochy             | Liv Racing TeqFind (2023)              |
| Eleonora Ciabocco                  | 4 marca 2004       | Włochy             |                                        |
| Pfeiffer Georgi                    | 27 września 2000   | Wielka Brytania    | Jadan Weldtite (2018)                  |
| Daniek Hengeveld                   | 17 listopada 2002  | Holandia           | GT Krush Tunap (2022)                  |
| Megan Jastrab                      | 29 stycznia 2002   | Stany Zjednoczone  | Rally Cycling (2020)                   |
| Franziska Koch                     | 13 lipca 2000      | Niemcy             | Watersley International (2019)         |
| Charlotte Kool                     | 6 maja 1999        | Holandia           | NXTG Racing (2021)                     |
| Juliette Labous                    | 4 listopada 1998   | Francja            | VC Morteau Montbenoit (2016)           |
| Josie Nelson                       | 8 kwietnia 2002    | Wielka Brytania    | Coop-Hitec Products (2023)             |
| Esmée Peperkamp                    | 23 lipca 1997      | Holandia           | Loving potatoes-de Jonge Renner (2020) |
| Maeve Plouffe                      | 8 lipca 1999       | Australia          |                                        |
| Églantine Rayer                    | 12 czerwca 2004    | Francja            |                                        |
| Abi Smith                          | 1 kwietnia 2002    | Wielka Brytania    | EF Education-TIBCO-SVB (2023)          |
| Becky Storrie                      | 27 września 1998   | Wielka Brytania    | Cams Basso (2022)                      |
| Elise Uijen                        | 23 czerwca 2003    | Holandia           |                                        |
| Anna van der Meiden (1 sty–31 lip) | 20 czerwca 2004    | Holandia           | WV Schijndel (2022)                    |
| Nienke Vinke                       | 22 czerwca 2004    | Holandia           |                                        |
| Silje Bader (16 lip–31 gru)        | 24 września 2005   | Holandia           |                                        |
|                                    |                    |                    |                                        |
| Źródło: ProCyclingStats            |                    |                    |                                        |